# Nuland
Nuland è un villaggio olandese situato nella provincia del Brabante Settentrionale. Si trova a circa 8 km a est di 's-Hertogenbosch.
Nuland è stata una municipalità autonoma fino al 1993, quando si fuse con Geffen e Vinkel per creare il nuovo comune di Maasdonk. Questo è durato fino al 2015, quando Maasdonk è stato soppresso e Nuland è diventata parte di 's-Hertogenbosch.